# Plantago subpolaris
Plantago subpolaris là một loài thực vật có hoa trong họ Mã đề. Loài này được Andrejev miêu tả khoa học đầu tiên.